# Mesut Özil
Mesut Özil (Gelsenkirchen, 15. listopada 1988.) bivši je njemački nogometaš turskog porijekla. Igrao na poziciji prednjeg veznog igrača.   
Özil je karijeru započeo u Schalkeu da bi 2008. za 5 milijuna eura prešao u Werder iz Bremena. Nakon sjajnog nastupa na Svjetskom nogometnom prvenstvu 2010. prodan je Real Madridu za 18 milijuna eura. Mesut 2. rujna 2013. odlazi iz Reala u Arsenal za 50 milijuna eura.
Za Njemačku je debitirao 2009. godine. S Löweom je 2014. godine postao svjetski prvak osvojivši Svjetsko prvenstvo koje se održavalo u Brazilu. Sudjelovao je u slavnoj pobjedi nad Brazilom izbacivši ih iz natjecanja rezultatom 7:1.
Njemački nogometni izbornik objavio je u svibnju 2016. popis za nastup na Europsko prvenstvo u Francuskoj, na kojem se nalazi Özil.Dana 22. srpnja 2018. Özil se i službeno oprostio od reprezentacije.

## Nagrade i uspjesi
Werder Bremen
- DFB-Pokal: 2008./09.

Real Madrid
- La Liga: 2011./12.
- Copa del Rey: 2010./11.
- Supercopa de España: 2012.

Arsenal
- FA Cup 2013./14., 2014./15.
- FA community shield 2015.

Njemačka
- Svjetsko prvenstvo: 2014.

Individualne nagrade
- Njemački igrač godine: 2011, 2012, 2013
- Najviše asistencija u Bundesligi: 2009–10
- FIFA svjetsko prvenstvo: 2010 (dijeljena)
- FIFA svjetsko prvenstvo nominacija za zlatnu loptu: 2010
- FIFA Svjetsko prvenstvo igrač utakmice: Gana – Njemačka
- UEFA Liga prvaka najviše asistencija: 2010–11
- La Liga najviše asistencija: 2011–12
- UEFA Euro najviše asistencija: 2012 (dijeljena)
- UEFA Euro momčad turnira: 2012
- UEFA momčad godine: 2012, 2013
- UEFA najbolji igrač u Europi: 10. mjesto 2012
- FIFA Ballon d'Or: 13. mjesto 2010. mjesto 2011, 14. mjesto 2012, 16. mjesto 2013
- Premierleague.com momčad sezone: 2013–14
- PFA igrač mjeseca: travanj 2015
- Arsenal igrač mjeseca: veljača 2015, travanj 2015
- Arsenal igrač sezone: 2015–16

## Vanjske poveznice
- Profil na službenoj stranici Arsenala (engl.)
- Profil na stranici Njemačkog nogometnog saveza (njem.)